# Zamia elegantissima
Zamia elegantissima — вид голонасінних рослин класу Саговникоподібні (Cycadopsida).

## Поширення, екологія
Цей вид зустрічається в північній Панамі. Зростає в первинних тропічних лісах низовини і в порушених вторинних лісах.

## Загрози та охорона
Цей вид страждає від знищення середовища проживання в результаті очищення для сільського господарства.